# Pif Gadget

Pif Gadget a fost o publicație pentru copii și tineret, compusă cu precădere din benzi desenate, patronată de o companie afiliată Partidului Comunist Francez, importantă prin longevitate si tiraj. A fost una din primele reviste care a renunțat la foiletoane și a publicat istorii complete în fiecare număr.
Revista a fost lansată în februarie 1969 la Paris și a apărut până în februarie 1993, săptămânal.
Odată cu contracția pieței de presă de profil, cauzată de expansiunea televiziunii și jocurilor electronice, iar mai apoi a calculatorului și Internetului, revista nu se mai bucura de cerere care să o facă rentabilă.
Niște entuziaști au încercat resurectarea ei, o noua serie, în ritm lunar, fiind editată între iulie 2004 și noiembrie 2008.
Pif Gadget a fost succesorul revistei Vaillant, Le journal de Pif.
Revista a purtat numele unui personaj creat de José Cabrero Arnal, ale cărui aventuri au debutat în publicația comunistă l’Humanité. Personajul a fost la fel de longeviv ca revista omonimă, banda desenată care-l avea ca protagonist fiind prezentă în toate numerele apărute.
Pif, creat de J.C. Arnal, a fost ulterior desenat de Motti, Corteggiani și alți autori de benzi desenate.

## Revista
Pif Gadget a fost editată de Editions Vaillant, o editură patronată de Partidul Comunist Francez.
Sub acest patronaj acceptabil politic, Pif, alături de l’Humanité, au fost exportate în țările comuniste ale Europei de Est. Datorită relației foarte bune dintre Nicolae Ceaușescu si Georges Marchais, secretar general al PCF, presa comunistă franceză a fost prezentă în România chiar în perioadele de înghețare totală a importurilor valutare, Pif Gadget și l’ Humanité fiind singurele publicații occidentale de pe piață.
Pif Gadget a circulat masiv și în țările francofone, Belgia și Canada.
Pif Gadget a fost tipărit la SA Les Imprimeries de la Noue.
Numele de „Gadget” a fost determinat de includerea unei jucarii de montaj, unui joc educativ sau unui obiect exotic în plicul de plastic care sigila revista (în maniera sampling-ului din prezent).
Copiii din România numeau gadget-ul „surpriză”.

## Anii de glorie
Pif Gadget a avut un tiraj cuprins între 350.000 și 650.000 de exemplare.
Trei apariții au atins tirajul record de 1.000.000 de exemplare:
- Numărul 60 din aprilie 1970, datorită „gadget”-ului, a jucăriei incluse, Les Pifises (Artemia salina, un microorganism ce putea fi crescut experimental);
- Numărul 137 din septembrie 1971, conținând „les pois sauteurs de Mexique” (niște semințe care se mișcau din cauza unui parazit);
- Numărul 443 din septembrie 1977, vândut de episodul „La mort de Rahan” (Moartea lui Rahan, personaj al unei benzi desenate de Roger Lecureux si André Cheret).

## Suplimente, albume de autor, albume de personaj, alte publicații
Pif Gadget edita cu altă periodicitate, sau fără periodicitate, diverse albume cu numele personajelor (Dr. Justice, Gai Luron, Hercule etc.). Acestea nu erau în general distribuite în afara Franței metropolitane.
În România au fost tipărite câteva albume cu personajul Rahan, foarte popular, dimpreună cu o sumă de albume compilate cu benzi desenate diverse. Acestea erau tipărite în România de ILEXIM și distribuite prin rețeaua de distribuție a presei. De obicei erau vândute „pe sub mână” și revândute pe piața neagră. Drepturile de autor erau cedate gratuit în spiritul bunei colaborari dintre cele două partide comuniste, francez și român.

## Pif în România
Pif Gadget a fost disponibil foarte puțin, la jumătatea anilor ’70, la vânzare liberă, la un preț echivalent (în Franța costa 2-2,50, apoi 3,50 Franci).
Putea fi obținut în baza unui abonament anual.
Numărul abonamentelor era limitat și diferea de la județ la județ, costul pornind de la circa 500 lei, în anii ’70, și ajungând la circa 900 de lei, in anii ’80.
Au apărut și benzi desenate traduse, sporadic, în revista „Cutezătorii” și în numere speciale, tipărite de ILEXIM.

## Serii celebre publicate înPif Gadget
| Serie                                                     | Dată | Scenarist                                       | Desenator                                                                                        | Gen               |
| --------------------------------------------------------- | ---- | ----------------------------------------------- | ------------------------------------------------------------------------------------------------ | ----------------- |
| Arthur le fantôme justicier                               |      | Jean Cézard                                     | Jean Cézard                                                                                      | umor              |
| Ayak                                                      | 1979 | Jean Ollivier                                   | Eduardo Coelho                                                                                   | aventură          |
| Corinne et Jeannot                                        |      | Jean Tabary                                     | Jean Tabary                                                                                      | umor              |
| Corto Maltese                                             |      | Hugo Pratt                                      | Hugo Pratt                                                                                       | aventură          |
| Couik                                                     |      | Jacques Kamb                                    | Jacques Kamb                                                                                     | umor              |
| Dicentim                                                  |      | Jacques Kamb                                    | Jacques Kamb                                                                                     | umor              |
| Docteur Justice                                           |      | Jean Ollivier                                   | Raffaele Carlo Marcello                                                                          | aventură          |
| Erik le Rouge                                             | 1976 | Jean Ollivier                                   | Eduardo Coelho                                                                                   | aventură          |
| Gai Luron                                                 |      | Marcel Gotlib                                   | Marcel Gotlib                                                                                    | umor              |
| Horace, cheval de l'Ouest                                 |      | Jean-Claude Poirier                             | Jean-Claude Poirier                                                                              | western umoristic |
| Jérémie                                                   | 1968 | Paul Gillon                                     | Paul Gillon                                                                                      | aventură          |
| La jungle en folie                                        |      | Christian Godard                                | Mic Delinx                                                                                       | umor              |
| la Geste d'Yvain, chevalier de la Table Ronde,            |      |                                                 |                                                                                                  |                   |
| Les Aventurăs potagères du Concombre masqué               |      | Kalkus (pseudonim al lui Mandryka)              | Kalkus                                                                                           | umor              |
| Le Furet                                                  | 1975 | Jean Ollivier                                   | Eduardo Coelho                                                                                   | aventură          |
| Le Grêlé 7/13                                             |      | Roger Lecureux                                  | Lucien Nortier și Christian GatyRoger Lecureux                                                   | aventură          |
| Léo bête à part                                           |      | Roger Mas                                       | Roger Mas                                                                                        | umor              |
| Léonard                                                   |      | Bob de Groot                                    | Turk                                                                                             | umor              |
| Les énigmes de Tim                                        |      | Dirick                                          | Dirick                                                                                           | polițist          |
| Les enquêtes de Ludo                                      |      | Moallic, Crespi                                 | Moallic                                                                                          | polițist          |
| Les As                                                    | 1963 | Greg                                            | Greg                                                                                             | aventură și umor  |
| Les Pionniers de l'Espérance                              |      | Roger Lecureux                                  | Raymond Poïvet                                                                                   | science-fiction   |
| Les Rigolus et les Tristus                                |      | Jean Cézard                                     | Jean Cézard                                                                                      | umor              |
| M le Magicien                                             |      | Massimo Mattioli                                | Massimo Mattioli                                                                                 | umor              |
| Manivelle et le Camélécamion                              |      | Goux                                            | Goux                                                                                             | umor              |
| Mystérieuse : matin, midi et soir (primele două episoade) |      | Jean-Claude Forest                              | Jean-Claude Forest                                                                               | science-fiction   |
| Nanar, Jujube et Piette                                   |      | Marcel Gotlib                                   | Marcel Gotlib                                                                                    | umor              |
| Nasdine Hodja                                             |      | Roger Lecureux                                  | René Bastard (până în 1950), Pierre Le Guen (până în 1967) și Angelo Di Marco (din 1969 în 1972) | aventură          |
| Nestor                                                    |      |                                                 |                                                                                                  | umor              |
| Pifou                                                     |      | Roger Mas                                       | Roger Mas                                                                                        | umor              |
| Placid et Muzo                                            |      | José Cabrero Arnal, mai târziu Jacques Nicolaou | José Cabrero Arnal, mai târziu Jacques Nicolaou                                                  | umor              |
| Rahan, le fils des âges farouches                         | 1969 | Roger Lecureux                                  | André Chéret                                                                                     | aventură          |
| Robin des Bois                                            | 1969 | Jean Ollivier                                   | Eduardo Coelho                                                                                   | aventură          |
| Smith et Wesson                                           |      | François Corteggiani                            | Pierre Tranchand                                                                                 | pseudo-western    |
| Supermatou                                                | 1975 | Jean-Claude Poirier                             | Jean-Claude Poirier                                                                              | umor              |
| Surplouf le petit corsaire                                |      |                                                 | Jean Cézard                                                                                      | umor              |
| Tarao                                                     | 1982 | Roger Lecureux                                  | Raffaele Carlo Marcello                                                                          | aventură          |
| Totoche                                                   | 1959 | Tabary                                          | Tabary                                                                                           | aventură          |